# Leaf (estúdio)
Leaf (リーフ, Rīfu) é um estúdio de romance visual japonês sob a editora Aquaplus que tem escritórios em Yodogawa-ku, Osaka e Tóquio. O estúdio Leaf e seu competidor Key (ao qual é frequentemente comparado) são dois dos mais populares e bem-sucedidos estúdios de romance visual dedicados que operam hoje.[carece de fontes?] Saiu da obscuridade com o lançamento de To Heart.[carece de fontes?] A Leaf usou o codec de vídeo XviD em diversos jogos: Aruru to Asobo!!, Tears to Tiara, Kusari e ToHeart2 X Rated. Já que XviD é software livre, lançado sob a GPL, a Leaf foi obrigada a liberar o código fonte destes jogos sob a mesma licença. Ainda requer-se os dados dos jogos para poder jogar os jogos com o código fonte. Além disso, um motor de jogo, chamado xlvns, foi desenvolvido após a Leaf lançar seus três primeiros romances visuais. Personagens de Utawarerumono, Tears to Tiara, To Heart e Kizuato são jogáveis em Aquapazza: Aquaplus Dream Match, um jogo de luta desenvolvido pela Aquaplus contendo personagens de vários jogos Leaf.

## Obras
- DR2 Night Janki (1995)
- Filsnown (1995)
- Leaf Visual Novel Series (LVNS)
  - Shizuku (1996)
  - Kizuato (1996)
  - To Heart (1997)
  - Routes (2003)
- White Album (1998)
- Comic Party (1999)
- Magical Antique (2000)
- Tasogare (2001)
- Utawarerumono (2002)
- December When There Is No Angel (2003)
- Tears to Tiara (2005)
- Kusari (2005)
- To Heart 2 XRATED  (2005)
- FullAni (2006)
- To Heart 2: Another Days (2008)
- Kimi ga Yobu, Megido no Oka de (2008)
- White Album 2: Introductory Chapter (2010)
- Hoshi no Ouji-kun (2011)
- White Album 2: Closing Chapter (2011)
- Tears to Tiara II: Haou no Matsuei (2013)
- Utawarerumono: Itsuwari no Kamen (2015)

### Leaf amusement softs
- Saorin to Issho!! (1996)
- Hatsune no Naisho!! (1997)
- Inagawa de Ikou!! (2000)
- Aruru to Asobo!! (2004)
- Manaka de Ikuno!! (2009)